# Kreuzkap
Das Kreuzkap (englisch Cape Cross; auch deutsch Kap Cross bzw. historisch Kap Croß und portugiesisch Cabo Cruz bzw. Cabo Cross; afrikaans Kaap Kruis) ist eine Landspitze im Südatlantik an der Küste Namibias und liegt an der Küstenstraße C34 etwa 70 Kilometer nördlich von Henties Bay. Das Kap ist seit 1968 in das Naturreservat „Robbenreservat Kreuzkap“ einbezogen.

## Geschichte
Der portugiesische Seefahrer und Entdecker Diogo Cão wurde 1484 von König Johann II. beauftragt, im Zuge der Suche nach dem Seeweg nach Indien und den Gewürzinseln entlang der Westküste Afrikas nach Süden in bisher unentdeckte Regionen vorzustoßen.
In diesem Zusammenhang hatte die Mannschaft an besonders markanten Punkten der Küste eigens auf den Schiffen mitgeführte steinerne Kreuze (sogenannte Padrões, siehe auch: Kaltes Kap und Diaz-Spitze) aufzustellen, um die Inbesitznahme durch die portugiesische Krone dauerhaft zu dokumentieren und zugleich den Seefahrern als Landmarke zu dienen.
Wohl im Januar 1486 betrat Diego Cão als erster Europäer die Landspitze bei 21° 46′ südlicher Breite am späteren Cape Cross und errichtete dort auftragsgemäß ein Steinkreuz. Das originale Kreuz wurde am 30. Januar 1893 von Korvettenkapitän Gottlieb Becker, dem Kommandanten der Falke, aus der damaligen deutschen Kolonie Deutsch-Südwestafrika entfernt und nach Deutschland verbracht. Die Säule stand laut Becker noch aufrecht, war jedoch um 45 Grad geneigt und als Seemarke nicht mehr tauglich. Becker ersetzte es vor Ort durch ein großes Holzkreuz, das zwei Jahre später auf Befehl von Kaiser Wilhelm II. gegen eine getreue Nachbildung des originalen marmornen Kreuzes aus poliertem Granit ausgetauscht wurde.
Ende des 20. Jahrhunderts kam auf Grund privater Spenden ein weiteres, dem Original eher entsprechendes neues Steinkreuz hinzu, so dass sich heute am Cape Cross zwei Kreuze befinden. Bis August 2019 befand sich das originale Kreuz im Deutschen Historischen Museum (DHM) in Berlin. Im Mai 2019 hat das Kuratorium des DHM beschlossen, einer offiziellen Bitte Namibias an die Bundesrepublik Deutschland aus dem Jahr 2017 zu entsprechen und das originale Kreuz zurückzugeben, seit August 2019 ist die Säule wieder in Namibia. Diese ist dort unter Verschluss und soll laut der Museums Association of Namibia zukünftig an einem Ort aufgestellt werden, der die Kriterien des Erhaltes, Zugangs und Zusammenhanges erfülle. Im Gespräch sind das im Bau befindliche Maritime Nationalmuseum, das Swakopmund Museum, das Cape Cross Museum und das Nationalmuseum von Namibia.

## Inschriften
Das ursprüngliche Kreuz zeigte auf dem Säulenhaupt das königliche Wappen begleitet von zwei annähernd gleichlautenden Inschriften in lateinischer und portugiesischer Sprache.
Der Wortlaut der lateinischen Inschrift in gotischer Minuskel auf drei der vier Seiten des Säulenhaupts besagt:

“[A] mundi creatione fluxerunt anni 6684 et [a] Christi nativitate 148? q[uum] [e]xcelenti[ssi]mus [s]erenissi[mus]que Rex d. Johanes secundus portugal [iae] per ia(co)bum canum ejus militem colu(m)nam hic situari jus(s)it.”

„Seit Erschaffung der Welt sind 6684 und seit Christi Geburt 148? Jahre verflossen gewesen, als der erhabenste und durchlauchtigste König D. João II. von Portugal befohlen hat, daß durch Jacobus Canus [= Diogo Cão], seinen Ritter, die Säule hier gesetzt werde.“

Den Säulenschaft umläuft die etwas weniger sorgfältig ausgehauene portugiesische Inschrift, ebenfalls in gotischer Minuskel:

«Era da creação do mundo de bjMbjelxxxb e de Christo de IIIIClxxxb o eycelent[e] esclareicido Rey dom Yoão segundo de portugal mandou descobrir esta tera e poer este padram por d [o e] ão cavalleiro de sua casa.»

„Im Jahre der Erschaffung der Welt 6685 und Christi (1)485 ließ der erhabene und berühmte König D. João II. von Portugal dieses Land entdecken und diese Säule setzen durch Diogo Cão, den Ritter seines Hauses“

Die Jahresangaben der beiden schon vor Beginn der Reise Diogo Cãos vorgefertigten Inschriften sind jeweils doppelt in der Zählung nach der Erschaffung der Welt (Annus mundi nach Eusebius von Caesarea) und nach der Geburt Christi (Anno Domini) angegeben, doch teils beschädigt und nicht völlig in sich konsistent.
Die von Kaiser Wilhelm beauftragte genaue Nachbildung wurde auf dem Schaft zusätzlich um das deutsche Reichswappen und um eine dritte Inschrift in deutscher Sprache ergänzt:

„Auf Befehl Sr. Maj. des deutschen Kaisers und Königs von Preußen Wilhelm II. im Jahre 1894 an Stelle der ursprünglichen, im Laufe der Jahre verwitterten Säule errichtet.“

## Galerie

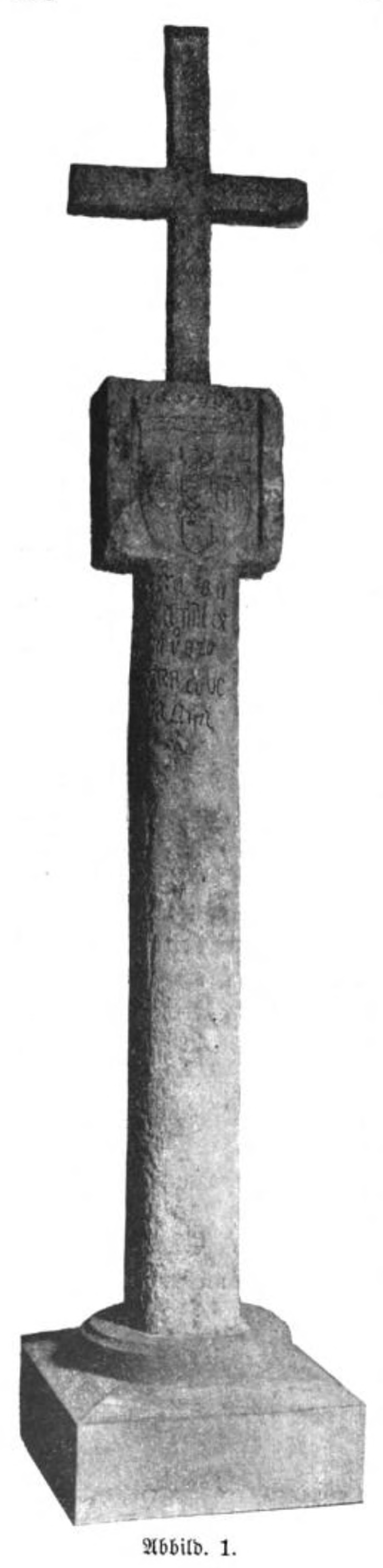
Originalkreuz, Abbildung von 1894
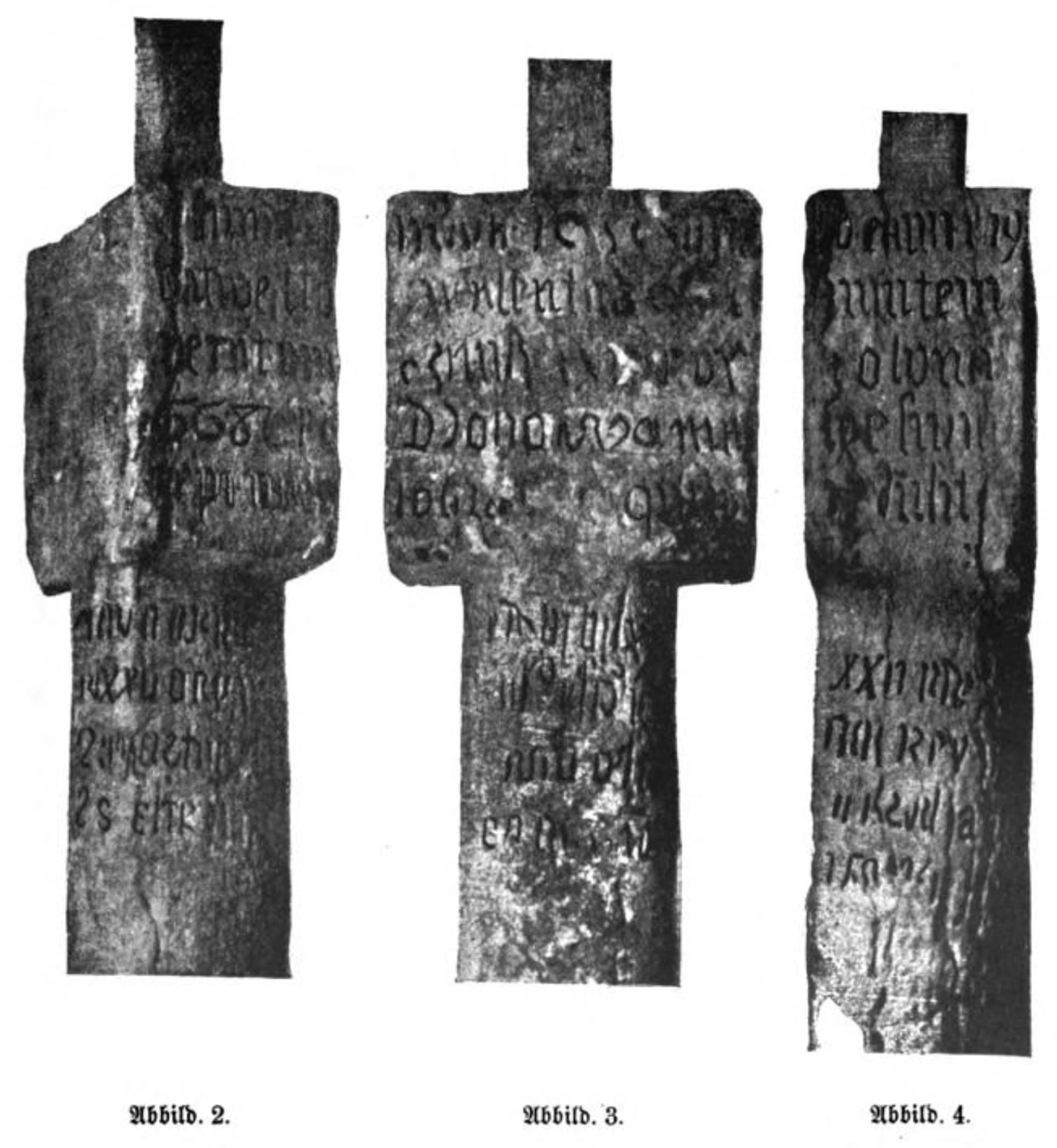
Inschriften, Abbildung von 1894
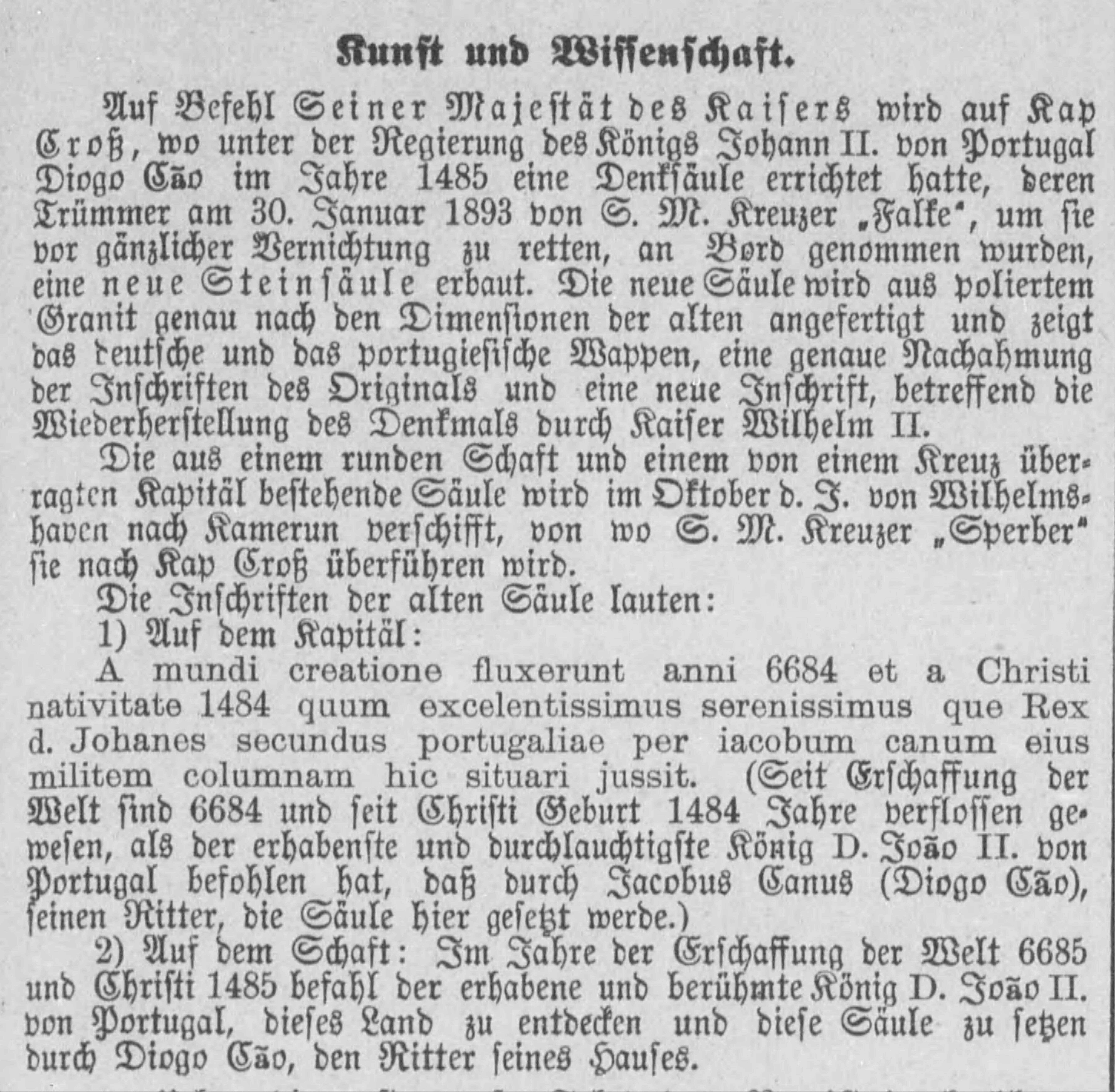
Meldung im Deutschen Reichsanzeiger von 1894
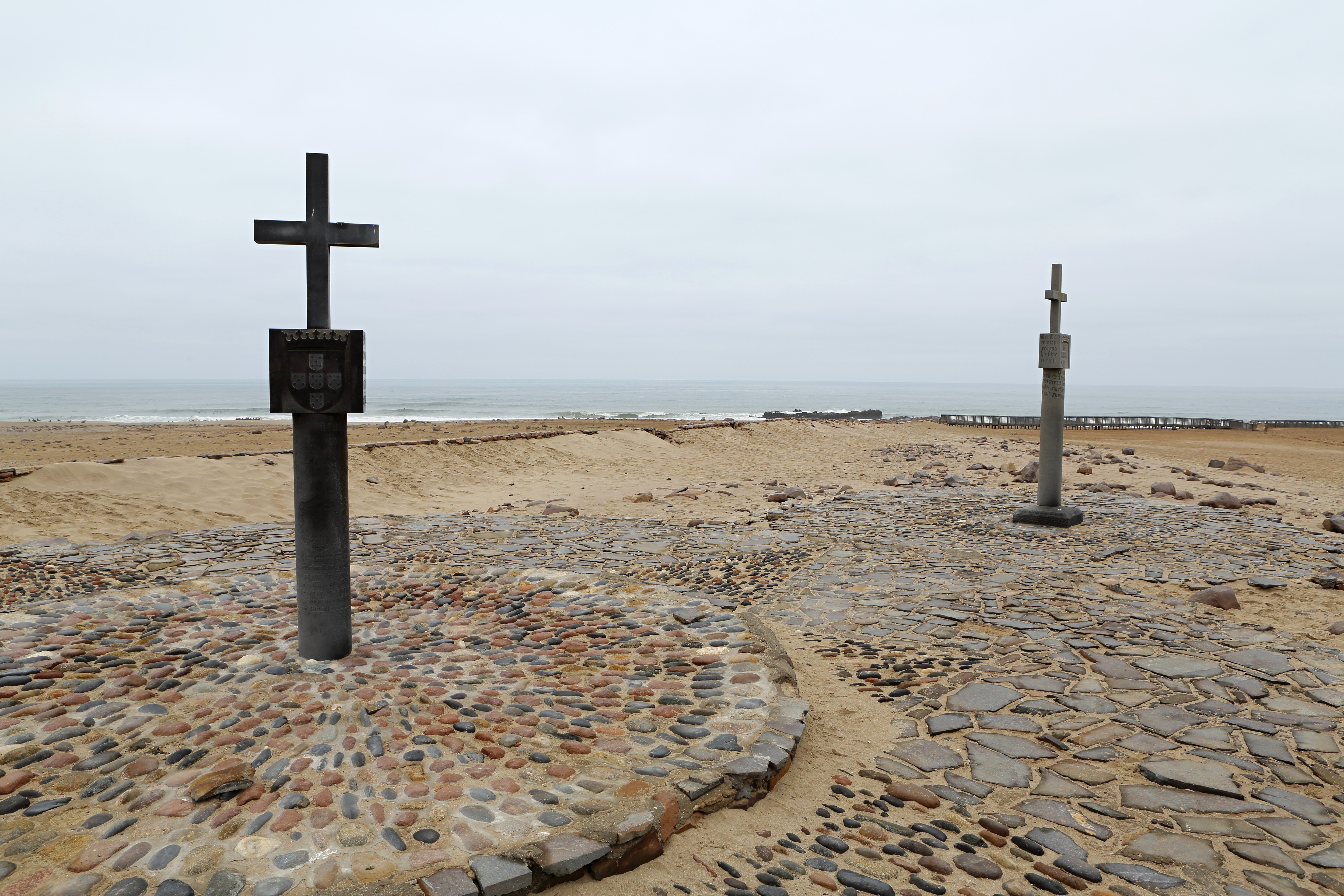
Kopien des Original-Padrão
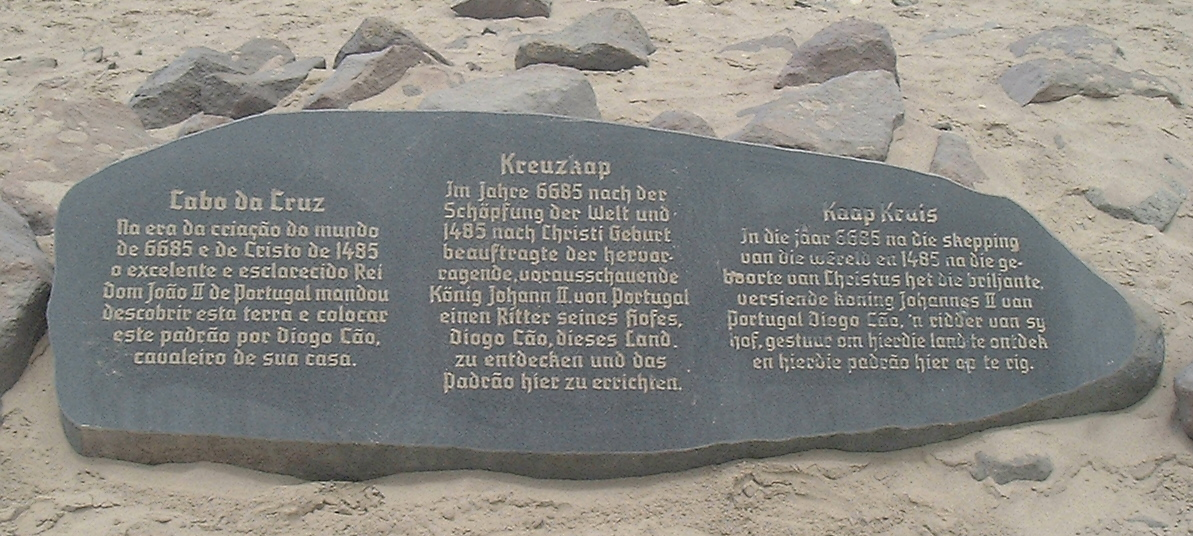
Wiedergabe und Übersetzungen der portugiesischen Inschrift
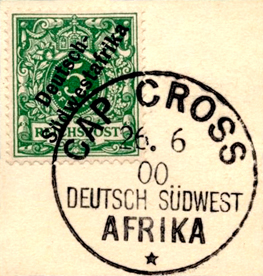
Briefmarke der Reichspost für Deutsch-Südwestafrika mit Poststempel Cap Cross 1900
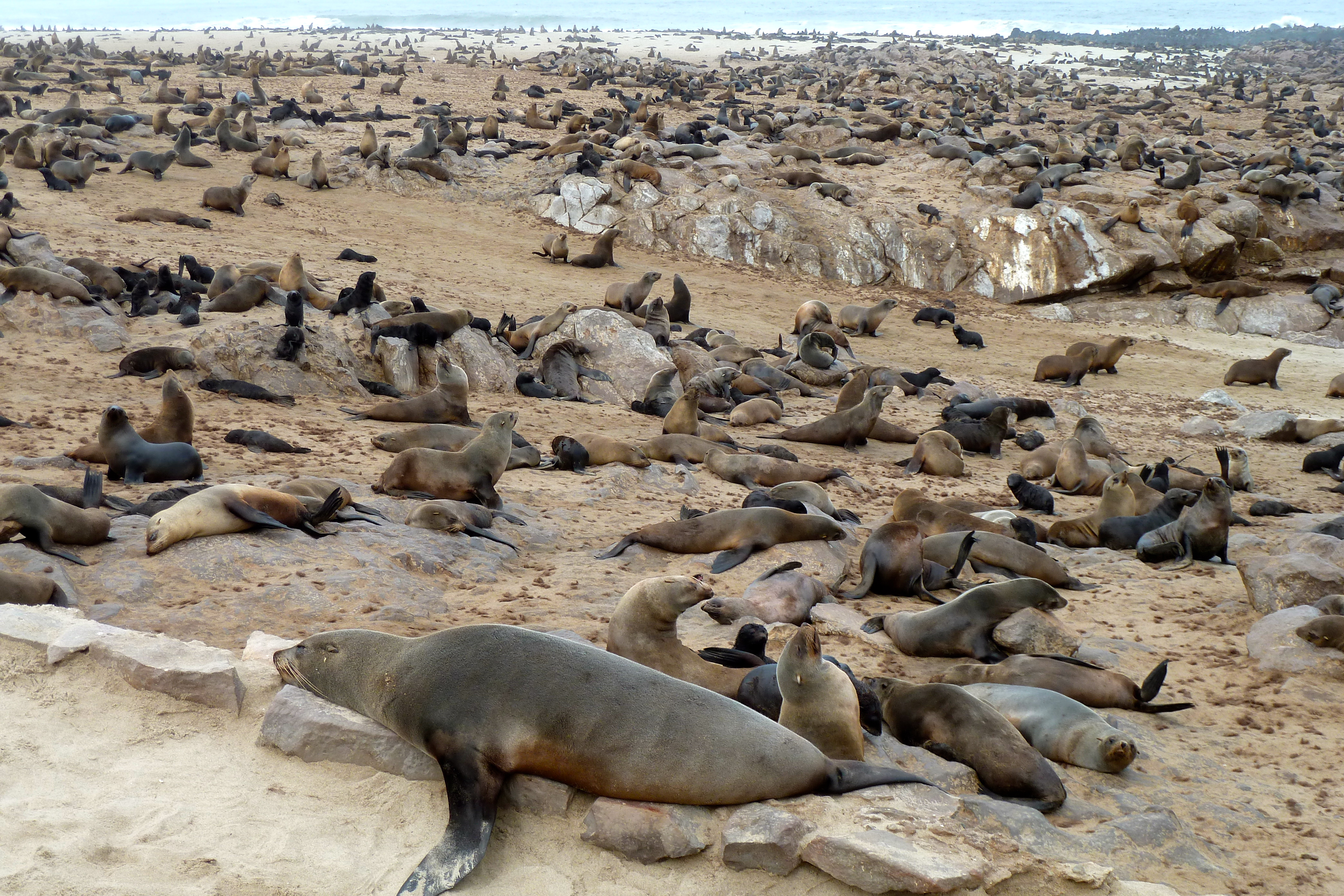
Robbenkolonie am Cape Cross